# Сеченка (приток Поли)
Сеченка (Свинка) — река в России, протекает в Шатурском районе Московской области. Исток реки находится в мелиоративной системе в посёлке Туголесский Бор. Устье реки находится в 48 км по правому берегу реки Поли. Длина реки — 7,1 км.

## Данные водного реестра
По данным государственного водного реестра России, относится к Окскому бассейновому округу, водохозяйственный участок реки — Клязьма от города Орехово-Зуево до города Владимир, речной подбассейн реки — бассейны притоков Оки от Мокши до впадения в Волгу. Речной бассейн реки — Ока.
По данным геоинформационной системы водохозяйственного районирования территории РФ, подготовленной Федеральным агентством водных ресурсов:
- Код водного объекта в государственном водном реестре — 09010300712110000031962
- Код по гидрологической изученности (ГИ) — 110003196
- Код бассейна — 09.01.03.007
- Номер тома по ГИ — 10
- Выпуск по ГИ — 0